# Апокриф (гурт)
Апокриф — український хіп-хоп гурт з міста Буча, заснований у 2012 році. Назва у перекладі з грецької мови означає «таємниця».

## Історія гурту
Дует заснований у 2012 році екс-вокалістом ню-метал гурту Against The Will Михайлом Невідомським та Юлією Шатило, яка до цього займалася поп-музикою. Спочатку був проект «2013», до якого і була залучена Юлія, але згодом був створений «АПОКРИФ». Було записано перший інтернет-альбом «Дивні думки», в якому вийшла одна пісня на вірші Тараса Шевченка «Не женися, на багатій», з якої згодом почалися проекти гурту «ПоРЕПані вірші» і «РЕП для ЗНО». Михайло займається речитативом і текстами, а Юлія відповідає за жіночий вокал.
2014 року «Апокриф» отримав звання фіналістів фестивалю «Червона Рута».
2016 року завдяки допомозі проекту «Добрий ZIK» гурт у Львові записав міні-альбом «Буде краще».
2017 року гурт брав участь у національному відборі до Євробачення 2017 з піснею «Не закохуйся в обличчя» на слова Богдана Ступки.
Гурт створив проект «Реп до ЗНО», в рамках якого на реп кладуться вірші українських поетів, які входять до програми ЗНО.
Колектив регулярно випускає нові релізи і відеокліпи.
Однією з «фішок» гурту є перероблення в реп-варіанти вірші українських класиків. У репертуарі є більше 70 пісень на вірші Тараса Шевченка, Івана Франка, Лесі Українки, Василя Сухомлинського, Ліни Костенко, Василя Стуса, Сергія Жадана, Юрія Іздрика і Богдана Ступки.
Гурт співпрацює зі школами, де проводить тематичні уроки.

## Учасники
- Михайло Невідомський — «Міха»
- Юлія Шатило — «Юля»

## Дискографія

### Альбоми
- Дивні думки (2012)
- Відчути! (2013)
- Емоційне вигорання (2015)

### Міні-альбоми
- «ПоРЕПані вірші» (2013)
- «Слово»&Diod (2013)
- «ПоРЕПані вірші-2» (2014)
- «Осіння меланхолія»&SIMON (2014)
- «ПоРЕПані вірші-3»(2014)
- «Вічний Шевченко» (2014)
- «Ліна Костенко» (2015)
- «Збірка Позаальбомних Треків» (2015)
- «Вічний Шевченко-2» (2016)
- «Нерви» (2016)
- «Буде Краще» (2016)

## Кліпи
- Виживаєм (2013; разом з Інкогніто)
- Слово (2014; разом з Diod)
- Не женися на багатій[13] (2014, сл. Т. Г. Шевченка)
- Час (2014)
- Маленькій Мар'яні (2014, сл. Т. Г. Шевченка)
- Якби зустрілися ми знову (2015, сл. Т. Г. Шевченка)
- Спи собі сама (2015; переспів пісні гурту Скрябін)
- Цей біль (2016; сл. В. С. Стус)
- Як почуєш вночі край свойого вікна… (2016; сл. І. Я. Франка)
- Пора прокидатись (2017)